# Záskalie
Záskalie (in ungherese Sziklahát) è un comune della Slovacchia facente parte del distretto di Považská Bystrica, nella regione di Trenčín.